# Division d'Honneur 1902-1903
La Division d'Honneur 1902-1903 è stata la ottava edizione della massima serie del campionato belga di calcio disputata tra il 5 ottobre 1902 e il 3 maggio 1903 e conclusa con la vittoria del Racing Club de Bruxelles, al suo quinto titolo.
Capocannoniere del torneo fu Gustave Vanderstappen (Union Saint-Gilloise).

## Formula
Il Skill FC de Bruxelles non partecipò a questa edizione e le squadre partecipanti al campionato furono 10, suddivise in due gironi da 5. Alcuni risultati sono incerti.
Al termine di questa prima fase le migliori 2 squadre di ogni girone disputarono un ulteriore girone al termine del quale la prima classificata vinse il campionato.

## Squadre
| Squadra                              | Città        | Stadio | Stagione 1901-1902  |
| ------------------------------------ | ------------ | ------ | ------------------- |
| FC Liégeois                          | Liegi        |        | 3º gruppo B         |
| Beerschot AC                         | Anversa      |        | 4º girone finale    |
| Léopold Club de Bruxelles            | Bruxelles    |        | 2º girone finale    |
| Racing Club Bruxelles                | Uccle        |        | Campione del Belgio |
| Athletic & Running Club de Bruxelles | Uccle        |        | 4º gruppo B         |
| FC Brugeois                          | Bruges       |        | 6º gruppo A         |
| Verviers FC                          | Verviers     |        | 5º gruppo B         |
| CS Brugeois                          | Bruges       |        | 4º gruppo A         |
| Anversa                              | Anversa      |        | 3º gruppo A         |
| Union Saint-Gilloise                 | Saint-Gilles |        | 3º girone finale    |

## Classifica prima fase

### Gruppo A
|  | Pos. | Squadra                   | Pt | G | V | N | P | GF | GS | DR  |
|  | ---- | ------------------------- | -- | - | - | - | - | -- | -- | --- |
|  | 1.   | Léopold Club de Bruxelles | 13 | 8 | 5 | 3 | 0 | 20 | 10 | +10 |
|  | 2.   | Beerschot AC              | 12 | 8 | 5 | 2 | 1 | 25 | 12 | +13 |
|  | 3.   | Anversa                   | 5  | 7 | 1 | 3 | 3 | 11 | 10 | +1  |
|  | 4.   | CS Brugeois               | 4  | 7 | 2 | 0 | 5 | 9  | 22 | -13 |
|  | 5.   | FC Brugeois               | 4  | 8 | 2 | 0 | 6 | 7  | 18 | -11 |

### Gruppo B
|  | Pos. | Squadra                              | Pt | G | V | N | P | GF | GS | DR  |
|  | ---- | ------------------------------------ | -- | - | - | - | - | -- | -- | --- |
|  | 1    | Union Saint-Gilloise                 | 12 | 8 | 6 | 0 | 2 | 35 | 13 | +22 |
|  | 2.   | Racing Club de Bruxelles             | 12 | 8 | 6 | 0 | 2 | 20 | 7  | +13 |
|  | 3.   | Athletic & Running Club de Bruxelles | 8  | 8 | 4 | 0 | 4 | 20 | 27 | -7  |
|  | 4.   | FC Liégeois                          | 6  | 8 | 3 | 0 | 5 | 17 | 25 | -8  |
|  | 5.   | Verviers FC                          | 2  | 8 | 1 | 0 | 7 | 7  | 27 | -20 |

Legenda:

      Ammesso al girone finale
Note:

Due punti a vittoria, uno a pareggio, zero a sconfitta.

## Classifica girone finale
|                   | Pos. | Squadra                   | Pt | G | V | N | P | GF | GS | DR |
| ----------------- | ---- | ------------------------- | -- | - | - | - | - | -- | -- | -- |
| Belgio (bandiera) | 1.   | Racing Club de Bruxelles  | 11 | 6 | 5 | 1 | 0 | 12 | 4  | +8 |
|                   | 2.   | Union Saint-Gilloise      | 6  | 6 | 3 | 0 | 3 | 6  | 8  | -2 |
|                   | 3.   | Beerschot AC              | 6  | 6 | 2 | 2 | 2 | 5  | 8  | -3 |
|                   | 4.   | Léopold Club de Bruxelles | 1  | 6 | 0 | 1 | 5 | 2  | 5  | -3 |

Legenda:

      Campione del Belgio
Note:

Due punti a vittoria, uno a pareggio, zero a sconfitta.

### Verdetti
- Racing Club de Bruxelles campione del Belgio 1902-03.